# Singapurische Billie-Jean-King-Cup-Mannschaft
Die singapurische Billie-Jean-King-Cup-Mannschaft ist die Tennisnationalmannschaft von Singapur, die im Billie Jean King Cup eingesetzt wird. Der Billie Jean King Cup (bis 1995 Federation Cup, 1996 bis 2020 Fed Cup) ist der wichtigste Wettbewerb für Nationalmannschaften im Damentennis, analog dem Davis Cup bei den Herren.

## Geschichte
Singapur nahm 1989 erstmals am Billie Jean King Cup teil. Der bisher größte Erfolg des Teams war das Erreichen der Asien-/Ozeanien-Zone I.

## Teamchefs (unvollständig)
- Daniel Heryanta Dewandaka

## Bekannte Spielerinnen der Mannschaft
- Rui-Jing Wong
- Jil-Lin Leong